# ده دباغ
 ده دباغ، روستایی در دهستان خاتون‌آباد از توابع بخش مرکزی شهرستان شهربابک در استان کرمان است.